# SM-liiga 1997/98
Die SM-liiga-Saison 1997/98 war die 23. Spielzeit in der SM-liiga. Zum dritten Mal seit der Gründung der SM-liiga und zum sechsten Mal insgesamt wurde HIFK Helsinki Finnischer Eishockey-Meister.

## Reguläre Saison

### Modus
Jedes Team musste viermal gegen jedes andere Team in der Liga und viermal zusätzlich gegen örtlich nahegelegene Mannschaften spielen. Jedes Spiel bestand drei Dritteln à 20 Minuten. Wurde nach der regulären Spielzeit kein Sieger gefunden, wurde das Spiel als unentschieden gewertet.
Ein Sieg brachte einer Mannschaft zwei Punkte. Ein Unentschieden wurde mit einem Punkt vergütet. Für eine Niederlage gab es keine Punkte.

### Abschlusstabelle
Abkürzungen: Sp = Spiele, S = Siege, U = Unentschieden, N = Niederlagen, T = Tore, GT = Gegentore, TD = Tordifferenz
| Pl  | Mannschaft | Sp | S  | U | N  | T   | GT  | TD   | Punkte |
| --- | ---------- | -- | -- | - | -- | --- | --- | ---- | ------ |
| 1.  | TPS        | 48 | 30 | 6 | 12 | 162 | 111 | +51  | 66     |
| 2.  | HIFK       | 48 | 29 | 5 | 14 | 179 | 115 | +64  | 63     |
| 3.  | Ilves      | 48 | 27 | 6 | 15 | 184 | 138 | +46  | 60     |
| 4.  | Jokerit    | 48 | 24 | 5 | 19 | 139 | 137 | +2   | 53     |
| 5.  | Tappara    | 48 | 22 | 7 | 19 | 157 | 147 | +10  | 51     |
| 6.  | SaiPa      | 48 | 21 | 7 | 20 | 135 | 142 | −7   | 49     |
| 7.  | Ässät      | 48 | 20 | 8 | 20 | 163 | 156 | +7   | 48     |
| 8.  | K-Espoo    | 48 | 20 | 6 | 22 | 153 | 139 | +14  | 46     |
| 9.  | Lukko      | 48 | 20 | 6 | 22 | 131 | 143 | −12  | 46     |
| 10. | HPK        | 48 | 18 | 5 | 25 | 148 | 181 | −33  | 41     |
| 11. | JYP        | 48 | 17 | 3 | 28 | 135 | 167 | −28  | 37     |
| 12. | KalPa      | 48 | 6  | 4 | 38 | 91  | 201 | −110 | 16     |

### Beste Scorer
Abkürzungen: T = Tore, A = Assists
| Pl  | Spieler            | Mannschaft | T  | A  | Punkte |
| --- | ------------------ | ---------- | -- | -- | ------ |
| 1.  | Peter Larsson      | Ilves      | 19 | 39 | 58     |
| 2.  | Jan Čaloun         | HIFK       | 22 | 26 | 48     |
| 3.  | Raimo Helminen     | Ilves      | 12 | 36 | 48     |
| 4.  | Lasse Pirjetä      | Tappara    | 24 | 22 | 46     |
| 5.  | Allan Measures     | Ilves      | 19 | 25 | 44     |
| 6.  | Dale McTavish      | SaiPa      | 25 | 18 | 43     |
| 7.  | Vjačeslavs Fanduls | Ässät      | 15 | 27 | 42     |
| 8.  | Mika Nieminen      | Jokerit    | 16 | 25 | 41     |
| 9.  | Alexander Barkow   | Tappara    | 12 | 29 | 41     |
| 10. | Kimmo Rintanen     | TPS        | 17 | 23 | 40     |

## Play-offs

### Modus
Die Plätze 1–8 waren für die Play-offs qualifiziert. Für das Halbfinale qualifizierten sich die Mannschaften, die im Viertelfinale gegen ihren Gegner von fünf Spielen die meisten gewonnen hatten. Im Halbfinale wurde ebenfalls nach dem Modus Best-of-5 gespielt. Die Sieger der Halbfinals zogen ins Finale ein, während die Verlierer im kleinen Finale um den dritten Platz spielten. Im Finale wurden wieder fünf Spiele gespielt. Wer die meisten Spiele gewann, war Sieger der Saison. In der Runde um Platz 3 wurde lediglich ein Spiel gespielt.
Die jeweiligen Gegner wurden so zusammengestellt, dass die bestplatzierte Mannschaft gegen die schlechteste spielt, die zweitbeste, gegen die zweitschlechteste, und so weiter.
Ein Spiel dauerte, so wie in der Hauptsaison, insgesamt 60 Minuten. Nach der regulären Zeit wurden Verlängerungen von jeweils 20 Minuten Länge gespielt, bis ein Sieger durch ein entscheidendes Tor gefunden wurde.

### Turnierbaum
|  | Viertelfinale | Viertelfinale |       |         | Halbfinale       | Halbfinale |  |  | Finale | Finale |
|  |               |               |       |         |                  |            |  |  |        |        |
|  |               |               |       |         |                  |            |  |  |        |        |
|  | TPS           | 1             |       |         |                  |            |  |  |        |        |
|  | TPS           | 1             |       |         |                  |            |  |  |        |        |
|  | K-Espoo       | 3             |       |         |                  |            |  |  |        |        |
|  | K-Espoo       | 3             | HIFK  | 3       |                  |            |  |  |        |        |
|  |               |               | HIFK  | 3       |                  |            |  |  |        |        |
|  |               | K-Espoo       | 0     |         |                  |            |  |  |        |        |
|  | HIFK          | K-Espoo       | 0     | 3       |                  |            |  |  |        |        |
|  | HIFK          |               |       | 3       |                  |            |  |  |        |        |
|  | Ässät         | 0             |       |         |                  |            |  |  |        |        |
|  |               |               | HIFK  | 3       |                  |            |  |  |        |        |
|  |               |               |       | Ilves   | 0                |            |  |  |        |        |
|  | Ilves         | 3             |       |         |                  |            |  |  |        |        |
|  | SaiPa         | 0             |       |         |                  |            |  |  |        |        |
|  | SaiPa         | 0             | Ilves | 3       |                  |            |  |  |        |        |
|  |               |               | Ilves | 3       | Spiel um Platz 3 |            |  |  |        |        |
|  |               | Jokerit       | 0     |         |                  |            |  |  |        |        |
|  | Jokerit       | Jokerit       | 0     | 3       | Jokerit          | 1          |  |  |        |        |
|  | Jokerit       |               |       | 3       | Jokerit          | 1          |  |  |        |        |
|  | Tappara       | 1             |       | K-Espoo | 0                |            |  |  |        |        |
|  | Tappara       | 1             |       |         | 0                |            |  |  |        |        |
|  |               |               |       |         |                  |            |  |  |        |        |

### Viertelfinale
| TPS – Kiekko-Espoo                      | TPS – Kiekko-Espoo | TPS – Kiekko-Espoo | TPS – Kiekko-Espoo |
| --------------------------------------- | ------------------ | ------------------ | ------------------ |
| TPS                                     | K-Espoo            | 5-1                |                    |
| K-Espoo                                 | TPS                | 6-0                |                    |
| TPS                                     | K-Espoo            | 1-4                |                    |
| K-Espoo                                 | TPS                | 2-1                |                    |
| Kiekko-Espoo gewinnt die Runde mit 3:1. |                    |                    |                    |

| HIFK – Ässät                    | HIFK – Ässät | HIFK – Ässät | HIFK – Ässät |
| ------------------------------- | ------------ | ------------ | ------------ |
| HIFK                            | Ässät        | 5-4          |              |
| Ässät                           | HIFK         | 2-8          |              |
| HIFK                            | Ässät        | 6-3          |              |
| HIFK gewinnt die Runde mit 3:0. |              |              |              |

| Ilves – SaiPa                    | Ilves – SaiPa | Ilves – SaiPa | Ilves – SaiPa |
| -------------------------------- | ------------- | ------------- | ------------- |
| Ilves                            | SaiPa         | 10-2          |               |
| SaiPa                            | Ilves         | 0-1           |               |
| Ilves                            | SaiPa         | 5-1           |               |
| Ilves gewinnt die Runde mit 3:0. |               |               |               |

| Jokerit – Tappara                  | Jokerit – Tappara | Jokerit – Tappara | Jokerit – Tappara |
| ---------------------------------- | ----------------- | ----------------- | ----------------- |
| Jokerit                            | Tappara           | 6-3               |                   |
| Tappara                            | Jokerit           | 7-5               |                   |
| Jokerit                            | Tappara           | 3-1               |                   |
| Tappara                            | Jokerit           | 0-4               |                   |
| Jokerit gewinnt die Runde mit 3:1. |                   |                   |                   |

### Halbfinale
| HIFK – Kiekko-Espoo             | HIFK – Kiekko-Espoo | HIFK – Kiekko-Espoo | HIFK – Kiekko-Espoo |
| ------------------------------- | ------------------- | ------------------- | ------------------- |
| HIFK                            | K-Espoo             | 3-0                 |                     |
| K-Espoo                         | HIFK                | 3-7                 |                     |
| HIFK                            | K-Espoo             | 6-0                 |                     |
| HIFK gewinnt die Runde mit 3:0. |                     |                     |                     |

| Ilves – Jokerit                  | Ilves – Jokerit | Ilves – Jokerit | Ilves – Jokerit |
| -------------------------------- | --------------- | --------------- | --------------- |
| Ilves                            | Jokerit         | 4-3             |                 |
| Jokerit                          | Ilves           | 2-4             |                 |
| Ilves                            | Jokerit         | 3-2             |                 |
| Ilves gewinnt die Runde mit 3-0. |                 |                 |                 |

### Dritter Platz
| Jokerit – Kiekko-Espoo  | Jokerit – Kiekko-Espoo | Jokerit – Kiekko-Espoo | Jokerit – Kiekko-Espoo |
| ----------------------- | ---------------------- | ---------------------- | ---------------------- |
| Jokerit                 | K-Espoo                | 8-0                    |                        |
| Jokerit gewinnt Bronze. |                        |                        |                        |

### Finale
| HIFK – Ilves                                                 | HIFK – Ilves | HIFK – Ilves | HIFK – Ilves |
| ------------------------------------------------------------ | ------------ | ------------ | ------------ |
| HIFK                                                         | Ilves        | 2-0          |              |
| Ilves                                                        | HIFK         | 1-7          |              |
| HIFK                                                         | Ilves        | 2-1 n. V.    |              |
| HIFK gewinnt die Meisterschaft mit 3:0. Ilves erhält Silber. |              |              |              |

### Finnischer Meister
| Finnischer Meister HIFK Helsinki | Torhüter: Sakari Lindfors, Tim Thomas Verteidiger: Bob Halkidis, Santeri Heiskanen, Mikko Jokela, Jere Karalahti, Jarno Kultanen, Pertti Lehtonen, Kaj Linna, Jani Nikko, Lauri Puolanne, Brian Rafalski, Kari Rajala, Kimmo Timonen Angreifer: Olli Ahonen, Jan Čaloun, Johan Davidsson, Miika Elomo, Niklas Hagman, Markku Hurme, Olli Jokinen, Kari Kalto, Mika Kortelainen, Kimmo Kuhta, Tom Laaksonen, Christian Ruuttu, Jarkko Ruutu, Toni Sihvonen, Marko Tuomainen, Mikko Vesterinen Cheftrainer: Erkka Westerlund |

### Beste Scorer
Abkürzungen: T = Tore, A = Assists
| Pl | Spieler           | Mannschaft | T | A  | Punkte |
| -- | ----------------- | ---------- | - | -- | ------ |
| 1. | Jan Čaloun        | HIFK       | 6 | 11 | 17     |
| 2. | Johan Davidsson   | HIFK       | 3 | 10 | 13     |
| 3. | Jarkko Ruutu      | HIFK       | 7 | 4  | 11     |
| 4. | Brian Rafalski    | HIFK       | 5 | 6  | 11     |
| 5. | Robert Burakovsky | Ilves      | 7 | 3  | 10     |

## SM-liiga-Qualifikation
Um nicht abzusteigen, musste sich die letztplatzierte Mannschaft der SM-liiga (in diesem Fall KalPa Kuopio) gegen drei Aufstiegskandidaten aus der zweiten finnischen Eishockeyliga (1. Division) beweisen. Die Aufstiegskandidaten waren die drei besten Mannschaften der Play-offs der 1. Division (Kärpät Oulu, Hermes Kokkola und Pelicans Lahti).
Es gab zwei Qualifikationsrunden, wobei in der zweiten Runde die Gewinner der ersten gegeneinander antraten. Wer die zweite Runde gewann, durfte in der SM-liiga bleiben bzw. in diese aufsteigen.

### 1. Runde
| KalPa – Pelicans                    | KalPa – Pelicans | KalPa – Pelicans | KalPa – Pelicans |
| ----------------------------------- | ---------------- | ---------------- | ---------------- |
| 21. März                            | KalPa            | Pelicans         | 0-1              |
| 22. März                            | Pelicans         | KalPa            | 2-3              |
| 24. März                            | KalPa            | Pelicans         | 2-4              |
| 26. März                            | Pelicans         | KalPa            | 2-3              |
| 28. März                            | KalPa            | Pelicans         | 3-2 n. V.        |
| KalPa gewinnt die 1. Runde mit 3:2. |                  |                  |                  |

| Kärpät – Hermes                      | Kärpät – Hermes | Kärpät – Hermes | Kärpät – Hermes |
| ------------------------------------ | --------------- | --------------- | --------------- |
| 21. März                             | Kärpät          | Hermes          | 8-3             |
| 22. März                             | Hermes          | Kärpät          | 4-1             |
| 24. März                             | Kärpät          | Hermes          | 3-2 n. V.       |
| 26. März                             | Hermes          | Kärpät          | 5-4 n. V.       |
| 28. März                             | Kärpät          | Hermes          | 6-2             |
| Kärpät gewinnt die 1. Runde mit 3:2. |                 |                 |                 |

### 2. Runde
| KalPa – Kärpät                      | KalPa – Kärpät | KalPa – Kärpät | KalPa – Kärpät |
| ----------------------------------- | -------------- | -------------- | -------------- |
| 31. März                            | KalPa          | Kärpät         | 3-1            |
| 2. April                            | Kärpät         | KalPa          | 3-1            |
| 3. April                            | KalPa          | Kärpät         | 3-2 n. V.      |
| 5. April                            | Kärpät         | KalPa          | 2-4            |
| KalPa gewinnt die 2. Runde mit 3:1. |                |                |                |

KalPa Kuopio durfte aufgrund des Ergebnisses der 2. Runde in der SM-liiga bleiben. Die restlichen Mannschaften blieben in der 1. Division.

## Auszeichnungen
| Auszeichnung                 | Gewinner         | Team    |
| ---------------------------- | ---------------- | ------- |
| Aarne-Honkavaara-Trophäe     | Dale McTavish    | SaiPa   |
| Jari-Kurri-Trophäe           | Olli Jokinen     | HIFK    |
| Jarmo Wasaman muistopalkinto | Pasi Puistola    | Tappara |
| Kalevi-Numminen-Trophäe      | Erkka Westerlund | HIFK    |
| Kultainen kypärä             | Raimo Helminen   | Ilves   |
| Lasse-Oksanen-Trophäe        | Raimo Helminen   | HIFK    |
| Matti-Keinonen-Trophäe       | Olli Jokinen     | HIFK    |
| Pekka-Rautakallio-Trophäe    | Allan Measures   | Ilves   |
| Raimo-Kilpiö-Trophäe         | Kimmo Rintanen   | TPS     |
| Urpo-Ylönen-Trophäe          | Tim Thomas       | HIFK    |
| Veli-Pekka-Ketola-Trophäe    | Peter Larsson    | Ilves   |